# The Sleuths at the Floral Parade
The Sleuths at the Floral Parade è un cortometraggio muto del 1913 diretto da Mack Sennett con Fred Mace, Mabel Normand e Ford Sterling.

## Produzione
Il film venne girato a Pasadena, prodotto dalla Keystone di Mack Sennett il 1º gennaio 1913.

## Distribuzione
Uscì nelle sale il 6 marzo 1913, distribuito dalla Mutual Film.

### Date di uscita
- USA  6 marzo 1913

Alias
- The Sleuths at the Pasadena Rose Parade  USA